# Episodi di Sleepy Hollow (quarta stagione)
La quarta e ultima stagione della serie televisiva Sleepy Hollow, composta da 13 episodi, è stata trasmessa negli Stati Uniti per la prima volta dall'emittente Fox dal 6 gennaio al 31 marzo 2017.
In Italia, la stagione è andata in onda in prima visione sul canale satellitare Fox dal 3 febbraio al 28 aprile 2017.
| nº | Titolo originale            | Titolo italiano                | Prima TV USA     | Prima TV Italia  |
| -- | --------------------------- | ------------------------------ | ---------------- | ---------------- |
| 1  | Columbia                    | La cripta                      | 6 gennaio 2017   | 3 febbraio 2017  |
| 2  | In Plain Sight              | La parola ritrovata            | 13 gennaio 2017  | 10 febbraio 2017 |
| 3  | Heads of State              | Caccia al presidente           | 20 gennaio 2017  | 17 febbraio 2017 |
| 4  | The People v. Ichabod Crane | Il popolo contro Ichabod Crane | 27 gennaio 2017  | 24 febbraio 2017 |
| 5  | Blood from a Stone          | La pietra filosofale           | 3 febbraio 2017  | 3 marzo 2017     |
| 6  | Homecoming                  | Ritorno a casa                 | 10 febbraio 2017 | 10 marzo 2017    |
| 7  | Loco Parentis               | Loco parentis                  | 17 febbraio 2017 | 17 marzo 2017    |
| 8  | Sick Burn                   | Visioni                        | 24 febbraio 2017 | 24 marzo 2017    |
| 9  | Child's Play                | La scelta di Molly             | 3 marzo 2017     | 31 marzo 2017    |
| 10 | Insatiable                  | Insaziabile                    | 10 marzo 2017    | 7 aprile 2017    |
| 11 | The Way of the Gun          | Un tuffo nel futuro            | 17 marzo 2017    | 14 aprile 2017   |
| 12 | Tomorrow                    | Domani                         | 24 marzo 2017    | 21 aprile 2017   |
| 13 | Freedom                     | Libertà                        | 31 marzo 2017    | 28 aprile 2017   |

## La cripta
- Titolo originale: Columbia
- Diretto da: Russell Bene
- Scritto da: Alberto Kim

### Trama
Diverse settimane dopo la morte di Abbie Mills, Ichabod viene trattenuto e interrogato da un uomo sul suo passato e gli vengono mostrate immagini dettagliate delle sue indagini e di Abbie. Ichabod distrae e mette fuori combattimento l'uomo e scopre un riferimento al Lincoln Memorial prima di scappare. Nel frattempo, l'agente della Homeland Security Diana Thomas e il suo partner Eric indagano sulla statua senza testa di Lincoln al memoriale, ed Eric viene attaccato e ucciso da un demone, che quasi uccide anche Diana prima che Ichabod lo scacci. I due formano una partnership e si recano all'Agenzia 355, detta la Cripta, una divisione del governo che si occupa delle minacce soprannaturali. Mentre sono lì, Ichabod e Diana incontrano il tecnico Alexandra "Alex" Norwood e lo storico Jake Wells, e scoprono che il demone è del 1865 ed è stato evocato da John Wilkes Booth, che lo usò per uccidere Lincoln. Scoprono che il demone è attratto dalla bandiera americana ed è debole contro il rame, che usano per tendere una trappola. All'ultimo secondo, Jenny si presenta e distrugge il demone, salvando la vita di Jake.

## La parola ritrovata
- Titolo originale: In Plain Sight
- Diretto da: Marc Roskin
- Scritto da: Bryan Q. Miller

### Trama
Ichabod sperimenta un sogno profetico mentre si trova negli Archivi e incontra una giovane ragazza che descrive come non più di dieci o undici anni. Quando si sveglia, si reca alla Cripta per saperne di più sul suo sogno. Malcolm Dreyfuss incontra le sorelle Dyer, una congrega di streghe immortali, per scambiare il pugnale di Z'urn D'oragh (che può uccidere con un solo taglio) con la Pietra Stregata, un misterioso manufatto custodito dalle tre sorelle. Malcolm rivela che Mall, il leader della congrega, ha mentito agli altri, che la uccidono per vendetta prima di scappare in città. Ichabod e Diana indagano sulla morte di Mall, e Ichabod dice a Diana che la congrega ha aiutato Washington a smascherare John André, per il quale li ha ricompensati con un appezzamento di terreno. Ichabod riconosce l'immagine di Molly sul telefono di Diana come la ragazza del suo sogno e incarica Jenny di indagare su di lei. Alla scuola di Molly, Jenny interviene e impedisce a due ragazze di fare il prepotente con Molly prima che arrivino Ichabod e Diana. Molly rompe il silenzio salutando Ichabod. Seguono le sorelle Dyer nel loro santuario e scoprono una "macchina infernale" che mantiene la loro immortalità, che Ichabod distrugge. Ichabod e Jenny decidono di non dire a Diana che Molly è la prossima Testimone.

## Caccia al presidente
- Titolo originale: Heads of State
- Diretto da: Kellie Cyrus
- Scritto da: M. Raven Metzner

### Trama
Mentre aiuta Ichabod a cercare un appartamento, Jenny lo esorta a rivelare il segreto di Molly a Diana. Quella sera, un poliziotto a cavallo inscena un tentativo di omicidio contro il Presidente e si scopre essere il Cavaliere Senza Testa sotto mentite spoglie. Mentre indagano sulla scena, il gruppo scopre glifi magici protettivi lasciati da Benjamin Banneker e il goffo tentativo di Crane di spiegare come fa a saperlo porta Diana alla scoperta di essere un viaggiatore nel tempo. Jenny scopre che una raccolta sopravvissuta delle carte di Banneker è nelle mani di Dreyfuss, e Diana e Ichabod apprendono da lui dell'esistenza di "J Street", che Banneker ha progettato come una trappola per esseri soprannaturali. Dopo aver conversato con Jenny, in cui menziona i quattro alberi bianchi che vedeva da bambina, Diana trova disegni simili nell'album da disegno di Molly. Il gruppo attira il Cavaliere in un luogo isolato, che poi sigillano utilizzando i glifi. Diana si rifiuta di lasciare che Ichabod addestri sua figlia a diventare una Testimone, mentre Dreyfuss visita il Cavaliere e lo libera in cambio della sua assistenza. Mentre costruisce dei mobili, Ichabod viene attaccato da un'entità sconosciuta.

## Il popolo contro Ichabod Crane
- Titolo originale: The People v. Ichabod Crane
- Diretto da: Jim O'Hanlon
- Scritto da: Sam Chalsen

### Trama
Dopo che Ichabod non si presenta all'incontro con Diana, Jenny perquisisce il suo appartamento e trova tracce di seta di ragno, che Jake identifica come appartenente al "Sicarius Spei", un demone identificato da Benjamin Franklin nel 1778 e capace di intrappolare le sue vittime nell'illusione delle loro più grandi paure fino a quando non saranno portati alla disperazione assoluta. Ichabod si ritrova sotto processo per l '"omicidio" di Abigail Mills, con Henry in qualità di pubblico ministero. Durante la ricerca della grotta del demone, Jenny viene arrestata per violazione di domicilio; Diana la salva e i due trovano Crane avvolto in un bozzolo. Incapaci di liberarlo, tornano alla Cripta e conducono ulteriori ricerche, apprendendo da un resoconto lasciato da Grace Dixon che lo stesso demone era responsabile delle sofferenze sopportate dalle forze di Washington a Valley Forge. Dixon descrive anche un composto infiammabile che ha inventato per distruggere la ragnatela del demone, e Jake e Alex vanno a recuperare le torce, durante le quali assistono alla guardia del corpo di Dreyfuss, Jobe, che ruba una mappa delle linee temporali. Il demone mostra a Ichabod una visione di Molly e degli altri che muoiono a causa sua, e mentre Jenny riesce a uccidere il demone, lui tenta il suicidio. Diana chiede a Molly di parlare indirettamente con Ichabod, liberandolo dall'illusione. Alex e Jake portano un campione della ragnatela del demone alla Cripta, dove forma un'immagine del volto di Henry.

## La pietra filosofale
- Titolo originale: Blood from a Stone
- Diretto da: Marc Roskin
- Scritto da: Theo Travers

### Trama
Jobe prende un altro talismano da un predicatore disonesto, ma viene successivamente rubato da un misterioso stregone. Crane e Diana vanno a interrogare Dreyfuss su un caso di persone scomparse, mentre lo stregone irrompe e chiude a chiave l'edificio, rivelando di essere Ansel, il defunto partner di Dreyfuss. Mentre lo cercano, Diana e Ichabod trovano contenitori di fuoco greco nel seminterrato, rendendosi conto che Ansel intende uccidere Malcolm e distruggere l'edificio. Ansel affronta Malcolm, dove spiega che il suo potere deriva dai sigilli che ha ricevuto durante la sua prigionia all'Inferno. Ichabod lo sottomette temporaneamente e si chiudono nel seminterrato segreto di Malcolm. Jake trova un incantesimo che può interrompere i sigilli nelle opere di John Dee e Jenny trova un modo per intrufolarsi nell'edificio attraverso le prese d'aria. Malcolm spiega di aver venduto la sua anima a Jobe in cambio della "vita che avrebbe dovuto avere", inclusa la caduta di Ansel. Jenny entra nel seminterrato e pronuncia l'incantesimo, privando Ansel del suo potere e permettendo a Ichabod di ucciderlo. Dreyfuss fugge con l'artefatto che sta assemblando, che si rivela essere la Pietra Filosofale, che può dargli l'immortalità, permettendogli di sottrarsi al patto con il Diavolo. Jenny determina che Dreyfuss è diretto a Sleepy Hollow, dove è nascosto l'ultimo pezzo della Pietra.

## Ritorno a casa
- Titolo originale: Homecoming
- Diretto da: Jim O'Hanlon
- Scritto da: Joe Webb

### Trama
Dreyfuss rianima Jobe per guidarlo verso il pezzo finale della Pietra filosofale, mentre Ichabod e gli altri arrivano a Sleepy Hollow. Jenny tenta di rintracciare l'artefatto, ma incontra un alto livello di interferenza magica, costringendo Ichabod a portare la squadra alla sua vecchia base negli Archivi per le mappe. Diana e Ichabod trovano lettere che spiegano come Washington abbia incaricato Banneker di dividere la Pietra in quattro pezzi, ma non prima di avergli chiesto di usarla per uno scopo non specificato. Jenny e gli altri trovano il pezzo, ma vengono attaccati da un demone, che Ichabod identifica come una sfinge. Jenny, Jake e Alex mettono in scena una distrazione, mentre Ichabod e Diana accedono alla cripta dove è conservato il pezzo e risolvono l'enigma che potenzia la sfinge, facendola indebolire e morire quando Jenny le spara. Jobe tende un'imboscata a Crane e lo trasporta nel punto in cui era morto sul campo di battaglia (nel 1781), dove Dreyfuss rivela che Crane ha ottenuto la sua immortalità dalla Pietra, che Washington ha organizzato per assicurarsi che sarebbe stato in grado di sconfiggere il Cavaliere Senza Testa a costo della propria vita. Dreyfuss evoca il Cavaliere per creare un elisir di vita eterna dal sangue suo e di Crane. Jenny sottomette Jobe, mentre gli altri caricano per distruggere la Pietra. Tuttavia, Dreyfuss sopravvive grazie al consumo dell'elisir e ora è effettivamente immortale.

## Loco parentis
- Titolo originale: Loco Parentis
- Diretto da: Russell Bene
- Scritto da: Zoe Green

### Trama
Durante la visita al cimitero nazionale di Arlington, una donna viene uccisa da una creatura feroce. Jenny trova la lanterna danneggiata che tiene Jobe e riesce a legarlo prima che scappi. Molly chiede a Ichabod di spiegare cosa significa essere un Testimone, ma lui si rifiuta di discuterne senza Diana. Il padre di Molly, Mitch, torna a casa dall'Afghanistan e lui e Diana si riavvicinano. Mentre indagano sulla morte della donna, Ichabod e Diana vengono a sapere di altre due morti, la prima avvenuta fuori Sleepy Hollow. Sulla base delle prove, concludono che Dreyfuss è stato trasformato in un mostro dalla Pietra. Durante un appuntamento per un caffè con Mitch, Diana riceve una telefonata secondo cui è stata trovata una quarta vittima che è stata uccisa prima che la Pietra fosse distrutta, il che significa che Dreyfuss non è il mostro. Ichabod informa Diana che il mostro è il Barghest, un demone lupo europeo che ha ispirato il cattivo di Cappuccetto Rosso. Poiché il Barghest ha la capacità di assumere sembianze umane, deduce che "Mitch" è un impostore e sta prendendo di mira Molly a causa del suo status di Testimone. Una Molly sospettosa abbandona il Barghest e Jenny rilascia Jobe in cambio di indicazioni per trovarla. Usandoli, Ichabod e Diana uccidono il Barghest con dardi di feldspato. Dreyfuss ritorna nella sua azienda mostrando segni di corruzione demoniaca, e spiega a Jobe che intende portare il mondo "sulla stessa strada".

## Visioni
- Titolo originale: Sick Burn
- Diretto da: Darnell Martin
- Scritto da: Joey Falco

### Trama
Dreyfuss sperimenta la visione di un mondo in cui ha conquistato gli Stati Uniti, con un anziano Ichabod come suo prigioniero. Durante un evento per la famosa star di Internet Logan McDonald, la star crolla a causa di un disturbo sconosciuto dopo aver preso in prestito il telefono di Molly. In ospedale, un'altra vittima del morbo prende improvvisamente fuoco, confermando che si tratta di un'origine soprannaturale. Ichabod collega l'epidemia a una maledizione usata dagli inglesi per bruciare Washington durante la guerra del 1812. Alex rivela presto a Jake che anche lei è infetta. Temendo per la sicurezza degli altri, fugge nelle catacombe. Jake e Ichabod riescono a identificare il simbolo distintivo della maledizione come appartenente a un djinn, che lo usa per attirare le vittime nella sua tana e consumare le loro anime. Una squadra di agenti guidati da Samuel Wilson riuscì a sconfiggere il djinn con una potente tempesta, ma solo a costo della vita di Wilson. Mentre conduce un rituale con Jenny, Molly ha una profezia secondo cui Crane verrà imprigionato. Jake prende su di sé la maledizione, permettendogli di trovare la tana del djinn. Diana inietta ad Alex un siero per curarla, e lei e Ichabod uccidono il djinn fulminandolo, spezzando la maledizione. Dreyfuss informa Jobe che sta formando una sua squadra, a cominciare da McDonald.

## La scelta di Molly
- Titolo originale: Child's Play
- Diretto da: Michael Goi
- Scritto da: Francisca X.Hu

### Trama
Diana apprende dall'insegnante d'arte di Molly che sua figlia ha avuto difficoltà in classe. Per aiutare, la squadra la porta alla Cripta. Dreyfuss vede un'altra visione del futuro, quella in cui Molly è la sua alleata. Durante l'esplorazione delle catacombe, un disturbo fa sì che il sistema di difesa automatica della Cripta si attivi, bloccando Ichabod e Molly al suo interno. Diana trova l'insegnante picchiato a morte e un pezzo di stoffa dalla coperta di Molly. Diana rivela che quando Molly era più giovane, ha creato un amico immaginario chiamato "Mr. Filo", il che porta Ichabod a concludere che l'aggressore potrebbe essere un golem. Alex e Wells trovano una registrazione video di un ex agente della Cripta, che li avverte dei costi che derivano da una vita di lotta al male. Il signor Filo insegue Diana, ma va in letargo per la notte. Utilizzando le informazioni recuperate a casa dell'agente, la squadra invia Molly a disattivare i protocolli di blocco. Quando cerca di trovare la via d'uscita, tuttavia, viene intercettata da Dreyfuss. Spiega che lei è "speciale" per lui prima di svanire. Jenny conduce un rituale per distruggere il signor Filo, salvando la vita di Diana. Alex trova una maledizione nel tablet di Molly, che deduce essere il mezzo con cui è stato evocato il signor Filo. Dreyfuss chiude la sua azienda e si prepara a reclutare un nuovo membro nella sua squadra.

## Insaziabile
- Titolo originale: Insatiable
- Diretto da: Steven A. Adelson
- Scritto da: Keely MacDonald

### Trama
Dreyfuss invita Helen, il direttore finanziario della sua ex azienda, in un ritiro privato, dove viene rapita da Jobe. A una festa organizzata da Ichabod, Alex si sente a disagio con la nuova ragazza di Wells. Diana si rivolge al suo superiore per ottenere un mandato per indagare su Dreyfuss, ma le viene rifiutato. Per distrarre la squadra, Jobe evoca un demone che spinge le sue vittime alla gola prima che muoiano di fame, incluso il superiore di Diana. Ichabod e Jenny identificano la causa degli attacchi come una scatola puzzle cinese che può evocare quel particolare tipo di demone. Trovano la scatola nel seminterrato dell'edificio e Jenny riesce a richiamarla. Sfortunatamente, la battaglia che ne risulta distrugge la scatola e il demone fugge in città. Diana si incolpa per il fallimento, ma Ichabod trova un resoconto lasciato da un sopravvissuto della spedizione Donner che spiega come hanno usato l'oro per sconfiggerlo. La squadra intrappola il demone in un anello di macchine e lo espone a un concentrato d'oro, uccidendolo. Jobe usa una bilancia rubate dall'Eisenhower Building per aiutare a prepararsi per un rituale per resuscitare i Quattro Cavalieri dell'Apocalisse, usando MacDonald e Helen come avatar di Pestilenza e Carestia, con il Cavaliere Senza Testa come terzo. Avendo capito questo, la squadra riconosce che solo loro hanno il potere di fermarlo.

## Un tuffo nel futuro
- Titolo originale: The Way of the Gun
- Diretto da: Russell Bene
- Scritto da: Bryan Q. Miller

### Trama
Attraverso un'operazione di spionaggio organizzata da Alex e Diana, la squadra riesce a collegare Dreyfuss all'Arma Mutata, un gruppo scissionista di massoni fanaticamente ossessionato dall'apocalisse. Una donna misteriosa irrompe nella Cripta e ruba un tomo, sopraffacendo Jenny nel processo. Ichabod ricorda una missione che ha intrapreso con Banneker per nascondere un oggetto sconosciuto, che sospetta essere un totem che può essere utilizzato per incanalare il Cavaliere della Guerra. Sul posto incontrano Jobe, che la donna riesce a scacciare. Successivamente viene messa KO e Ichabod recupera il totem, che si rivela essere una vecchia pistola a pietra focaia. Facendosi chiamare Lara, la donna insiste che il totem venga distrutto. Dreyfuss cattura Jake e Alex e li interroga, mentre Lara abbandona Ichabod e Diana. Riescono a rintracciarla fino a una fiamma eterna, dove Jobe e Dreyfuss rubano il totem. Lara ammette di provenire dal futuro, il suo vero nome è Molly e sua madre è destinata a diventare il quarto Cavaliere. Tuttavia, Ichabod interviene e prende per sé il proiettile, assumendo il ruolo di Guerra.

## Domani
- Titolo originale: Tomorrow
- Diretto da: Marc Roskin
- Scritto da: Alberto Kim

### Trama
In futuro, Jenny guida una resistenza sotterranea contro Dreyfuss, che viene schiacciata da Lara e dai Cavalieri, Lara crede che sua madre sia morta resistendo a Dreyfuss in una ribellione sbagliata, ma vede sua madre dietro l'armatura di Guerra quando viene danneggiata nel combattimento. Dopo aver affrontato Dreyfuss, individua Crane, che da tempo credeva fosse stato giustiziato, e scopre la verità su sua madre. Usando Il Grande Grimorio, si rimanda indietro nel tempo per impedire l'ascesa al potere di Dreyfuss. Dopo aver visto Crane diventare Guerra, Diana e Lara fuggono e tornano alla Cripta. Parte del sangue di Crane interagisce con la ragnatela oscura, permettendo a Parrish di resuscitare se stesso, anche se molto più gentile dell'originale. Suggerisce che il rituale di disaccoppiamento di Katrina potrebbe essere in grado di salvare Crane. Qualcuno irrompe nella Cripta e ruba un raro artefatto, quindi Lara e Diana vanno a recuperare i libri di Katrina, mentre Jenny e gli altri determinano che l'oggetto rubato è la Pietra di Draugur, che Jobe usa per rianimare i seguaci dell'Assia del Cavaliere e mandarli ad attaccare Sleepy Hollow. Lara entra nella mente di Crane e lo convince a rifiutare il potere della Guerra. Usando le ultime energie, Crane distrugge gli Assiani. Parrish incontra Jobe e Dreyfuss e accetta di prendere il posto di suo padre come Cavaliere della Guerra.

## Libertà
- Titolo originale: Freedom
- Diretto da: Russell Bene
- Scritto da: M. Raven Metzner

### Trama
Ichabod e Parrish ingaggiano un duello; il tutto risulta essere una visione condotta da Jenny. Lara confida a Diana che, poiché non può tornare ai suoi tempi, vuole incontrare Molly una volta finita la guerra. Dreyfuss solleva i Quattro Cavalieri e chiede loro di prendere in ostaggio il Presidente, e Ichabod determina che l'unico modo per ucciderlo è rimuovere la sua immortalità. Lara contatta Jobe, che manda lei e Ichabod a incontrare il suo maestro all'Inferno. Diana, Jenny, Alex e Wells trovano appunti nascosti lasciati da Banneker che elencano diversi potenti artefatti destinati a combattere minacce soprannaturali, che recuperano. Ichabod conclude un accordo con Lucifero, ricevendo una nuova Pietra Filosofale. La squadra trattiene i Cavalieri mentre lui e Diana vanno ad affrontare Dreyfuss. Parrish, come Guerra, li attacca, ma Ichabod lo convince a ritirarsi dalla battaglia. Diana spara a Dreyfuss, ferendolo mortalmente a causa degli effetti della nuova Pietra Filosofale, e Jobe lo trascina all'Inferno citando che il contratto del primo è scaduto. Avendo assistito in prima persona agli eventi, il Presidente ristabilisce l'Agenzia 355, rendendo Diana un agente a pieno titolo e garantendo a Ichabod la cittadinanza americana, rendendolo finalmente un cittadino americano a tutti gli effetti. Lara decide di non incontrare Molly per viaggiare per il mondo. Ichabod rivela a Diana di aver barattato la sua anima per la Pietra, ma è fiducioso che insieme troveranno un modo per annullare il suo accordo.